# Principe

Coroană de principe

Mantia heraldică a unui principe

Principele (în latină princeps, în germană Fürst, din germana veche furisto, „primul”, în engleză „first”, în norvegiană „fyrste”, în suedeză „furste”) este un titlu nobiliar. În Sfântul Imperiu Roman era conferit conducătorilor unui principat.
Fiind conducătorul unui teritoriu cvasi-suveran, principele avea dreptul de a purta coroană și mantie roșie. Mantia roșie a fost admisă și ca simbol heraldic al principilor.

## În Țara Românească
Constantin Brâncoveanu a obținut, în data de 30 ianuarie 1695, titlul ereditar de principe al Sfântului Imperiu Roman. Acesta avea să fie unul din motivele pentru care a fost decapitat, el și copiii săi, de autoritățile otomane.
Pe un clopot de la Mănăstirea Gura Motrului există inscripția „Dei Gratia Sacri Romani Imperii et Valachiae Transalpinae Princeps”, atestând mândria lui Constantin Brâncoveanu pentru înaltul titlu european primit.